# Aarau
Aarau város Svájcban, Aargau kanton székhelye.

## Fekvése
Svájc északi részén, a Jura déli lábánál, az Aare folyó jobb partján, Zürichtől nyugatra található.

## Története
Az első írásos emlék a városról 1248-ből való Arowe néven, amely valószínűleg utal az Aare folyóra.
1240 körül Kyburg grófjai alapították, 1264-ben a Habsburgok kezére került, 1415-től Bern birtokolta.
Itt volt 1798-ban a Helvét Köztársaság katonai tanácsának utolsó gyűlése.
1798. március 22-én a Helvét Köztársaság fővárosa lett. A parlament a mai városházán volt, a Direktórium (kormány) pedig a mai «Haus zum Schlossgarten»-ben.
1803. Szeptember 20-án a kormány Luzernbe költözött.

## Gazdaság
Nyomdászat. Óraipar. Cipőgyártás.

## Lakosság

### Nyelvek
A lakosság 20,4%-a 2000-ben külföldi volt. Minden harmadik külföldi a volt Jugoszláviából, Német és olasz területekről érkezett. 84,5%-a német, 3,3%-a olasz, 2,9% szerb-horvát, 1,4% spanyol, 1,1% francia, 1% albán, török anyanyelvű.

### Vallások
A lakosság túlnyomó többsége református (43,5%). A város népességének 29,2%-a római katolikus, 5%-a muzulmán, ortodox 3%, egyéb 2%.

## Testvértelepülések
- Neuchâtel Svájc
- Delft Hollandia
- Reutlingen Németország

## Látnivalók
- Fennmaradt középkori óvárosa a városfalakkal és a kaputoronnyal.
- Stadtkirche (15. század, gótikus)
- Városháza (1529 előtt épült, majd barokk átépítése 1762-ből)